# Buguey
Buguey es un municipio filipino de tercera categoría perteneciente a  la provincia de Cagayán en la Región Administrativa de Valle del Cagayán, también denominada Región II.

## Geografía
Tiene una extensión superficial de 164.50 km² y según el censo del 2007, contaba con una población de 28.129 habitantes, 28.455 el día primero de mayo de 2010

### Barangayes
Buguey se divide administrativamente en 30 barangayes o barrios, 29 de  carácter rural y solamente uno urbano.
| - Ballang - Balza - Cabaritan - Calamegatan - Centro (Pob.) - Centro West - Dalaya - Fula - Leron - M.Antiporda - Maddalero - Mala Este - Mala Weste - Minanga Este - Paddaya Este | - Pattao - Quinawegan - Remebella - San Isidro - Santa Isabel - Santa María - Tabbac - Villa Cielo - Alucao Weste (San Lorenzo) - Minanga Weste - Paddaya Weste - San Juan - San Vicente - Villa Gracia - Villa Leonora |